# Ramechhap (distrito)
Ramechhap é um distrito da zona de Janakpur, no Nepal.